# Leptomerosepsis improvisa
Leptomerosepsis improvisa är en tvåvingeart som beskrevs av Ozerov 1996. Leptomerosepsis improvisa ingår i släktet Leptomerosepsis och familjen svängflugor.
Artens utbredningsområde är Kamerun. Inga underarter finns listade i Catalogue of Life.